# Mess It Up
Pistes de Hackney Diamonds
Dreamy Skies Live by the Sword
Mess It Up est une chanson du groupe de rock britannique The Rolling Stones parue le 20 octobre 2023 sur leur album studio Hackney Diamonds. Une version disco remixée par le DJ Purple Disco Machine est publiée le 19 décembre 2023. 

## Version originale

### Description
Ce titre est la septième piste de l'album Hackney Diamonds. Dans ce morceau apparaît l'ancien batteur Charlie Watts, décédé en 2021 et dont la partie a été enregistrée en 2019. C'est une chanson basée sur des riffs de guitares puissants, avec une interprétation vocale de Jagger.

### Clip vidéo
Le clip vidéo de la version originale est mis en ligne le 19 décembre 2023. L'acteur britannique Nicholas Hoult figure ans le rôle principal. Le clip est filmé aux États-Unis, supervisé par Kendrick Lamar et le collaborateur Anderson .Paak, gagnant d'un Grammy Award. Le film dure 4:15, soit douze secondes de plus que la piste de l'album, car la musique est interrompue par une coupure sonore au milieu du morceau.

### Crédits
The Rolling Stones
- Mick Jagger : voix
- Keith Richards : guitare
- Ron Wood : guitare
- Charlie Watts († décédé en 2021) : batterie

Musiciens additionnels
- Matt Clifford : piano, claviers, piano Wurlitzer
- Andrew Watt : basse, guitare, claviers
- Karlos Edwards : Percussions

Équipe technique
- Production : Andrew Watt
- Ingénieurs du son : Paul LaMalfa, Krish Sharma, Marco Sonzini, Lars Kox
- Assistants son : Joe Dougherty, John Costello, Cheno Wang, Joe Brice, Barnabas Poffley, Keisey Porter, Tommy Turner, Rich Evatt
- Assistants studio : Pierre de Beauport, Marc Van Gool, Brendan Morawski
- Mixage : Serban Ghenea, Bryce Bordone
- Mastering : Matt Cotton

## Remix de Purple Disco Machine
Le 17 novembre 2023 sort une version remixée par le 
DJ allemand Purple Disco Machine. Elle est publiée dans le monde entier au format numérique ainsi que sous la forme d'un CD une piste aux Pays-Bas. Le mixage met en avant une batterie et une basse produisant un rythme disco très dansant. Le morceau officiel dure 3:31, et il existe une version officieuse étendue qui dure 7:09.